# Siarhei Viazovich

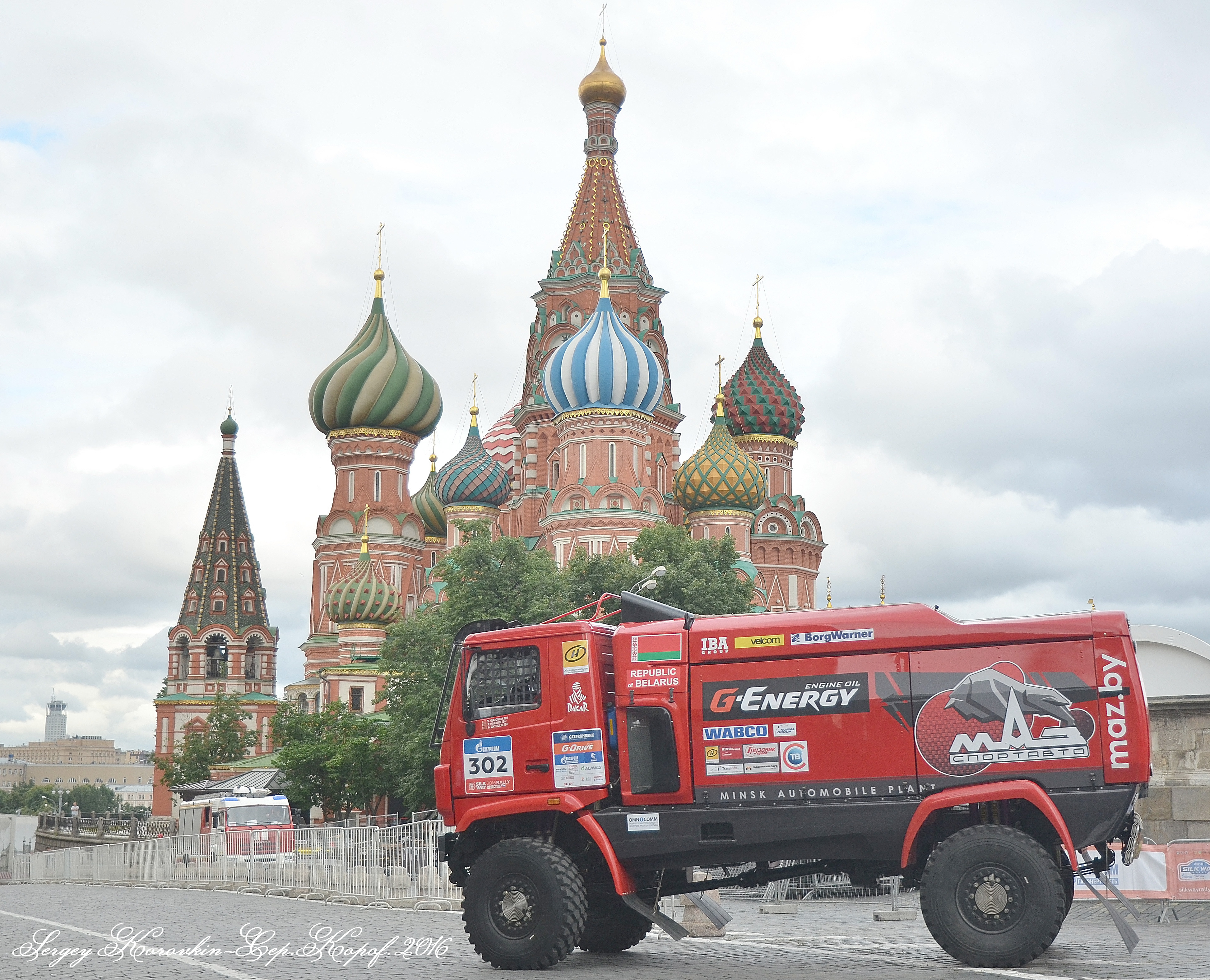
Siarhei Viazovich con su camión MAZ en la Plaza Roja de Moscú, en el inicio del Silk Way Rally 2016.

Siarhei Viazovich (Minsk - Bielorrusia, 29 de abril de 1979) es un empresario automotriz y piloto de rally Bielorruso, especializado en rally raid. Entre sus logros se encuentran el segundo lugar en el Rally Dakar 2018 y el tercer lugar en el Rally Dakar 2020 en la categoría camiones.
Siarhei Viazovich inició su carrera en 2013 como piloto de la empresa bielorrusa de camiones MAZ, obteniendo la 27° posición en la clasificación general del Rally Dakar 2013, en el Rally Dakar 2018 logra su mejor actuación finalizando en la segunda posición detrás del piloto ruso Eduard Nikolaev, convirtiéndose en el primer podio de Bielorrusia en la historia de la carrera.
En la edición 2020 del Rally Dakar logra la tercera posición en la clasificación general por detrás de los pilotos rusos de Kamaz Andrey Karginov y Anton Shibalov.
En otras pruebas fuera del Dakar destaca un tercer lugar en el Rally Ruta de la Seda (Silk Way Rally) en la edición de 2013 y su primer título de la competición, ganando la edición 2023.

## Palmarés
| Año     | Título ganado               | Categoría |
| ------- | --------------------------- | --------- |
| 2011    | Rally de Rozhdestvenskoe    | Coches    |
| 2013    | Rally Sprint Lepel          | Coches    |
| 2014    | Rally Sprint Naliboki       | Coches    |
| 2015    | Rally Sprint Lepel          | Coches    |
| 2015    | Rally Lesniye Ozera         | Coches    |
| 2015    | Rally Sprint Protaxi Brest  | Coches    |
| 2016    | Rally de Bielorrusia        | Coches    |
| 2017    | Rally Sprint Ushachi        | Coches    |
| 2017    | Rally de Bielorrusia        | Coches    |
| 2017    | Rally Sprint Lepel          | Coches    |
| 2018    | Rally Sprint Gomelshina     | Coches    |
| 2018    | Rally Sprint Ushachi        | Coches    |
| 2018    | Rally Sprint Gorodok        | Coches    |
| 2018    | Rally Sprint Ushachi        | Coches    |
| 2018    | Rally Sprint Braslav        | Coches    |
| 2019    | Rally Sprint Braslav        | Coches    |
| 2021    | Rally Sprint Ushachi        | Coches    |
| 2023    | Rally Ruta de la Seda       | Camiones  |
| 2024    | Rally Sprint Extreme Proryv | Coches    |
| 2024    | Rally Sprint Ushachi        | Coches    |
| Fuente: |                             |           |

## Resultados

### Rally Dakar
| Año     | Categoría | Vehículo | Posición | Etapas |
| ------- | --------- | -------- | -------- | ------ |
| 2013    | Camiones  | MAZ      | 27.º     | -      |
| 2014    | Camiones  | MAZ      | 11.°     | -      |
| 2015    | Camiones  | MAZ      | 34.º     | -      |
| 2016    | Camiones  | MAZ      | Ret.     | -      |
| 2017    | Camiones  | MAZ      | 13.º     | -      |
| 2018    | Camiones  | MAZ      | 2.º      | 1      |
| 2019    | Camiones  | MAZ      | 6.º      | -      |
| 2020    | Camiones  | MAZ      | 3.º      | 1      |
| 2021    | Camiones  | MAZ      | 6.º      | 2      |
| Fuente: |           |          |          |        |